# ثور هايردال

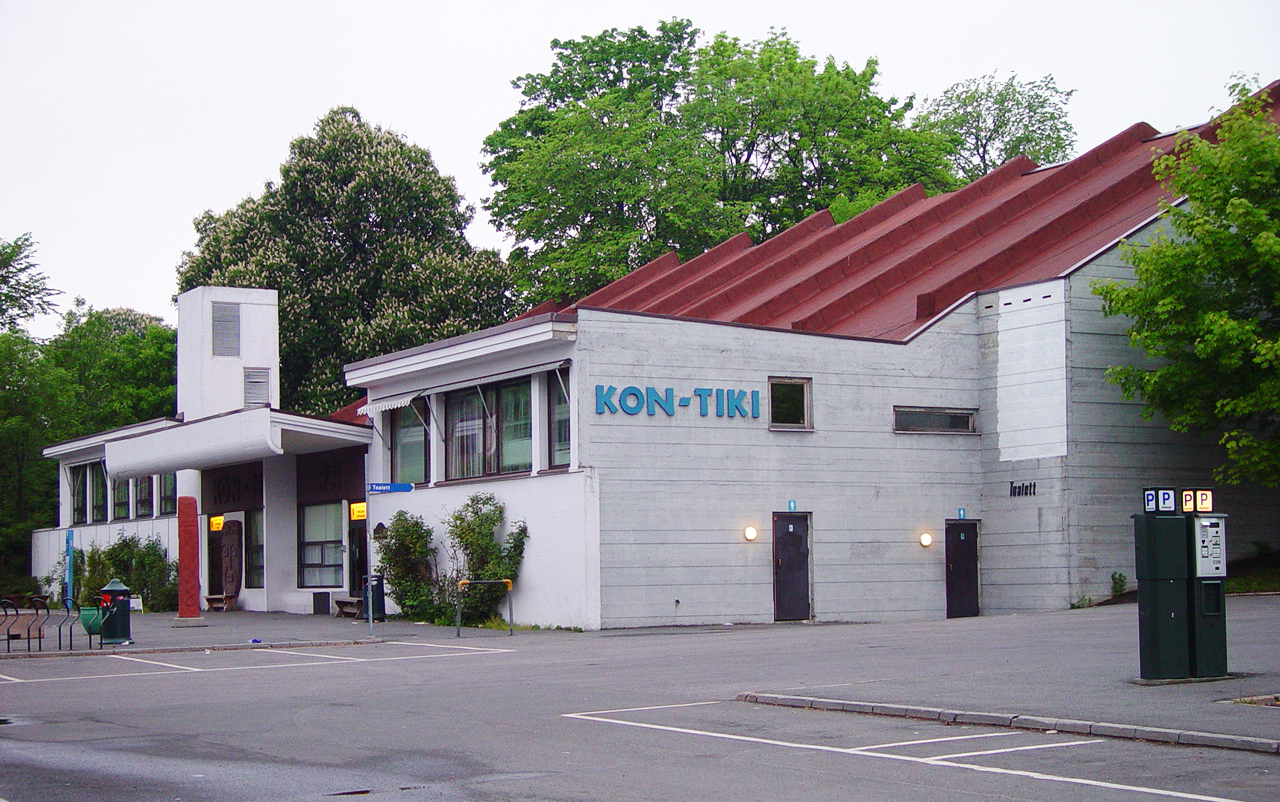
متحف الكونتيكي

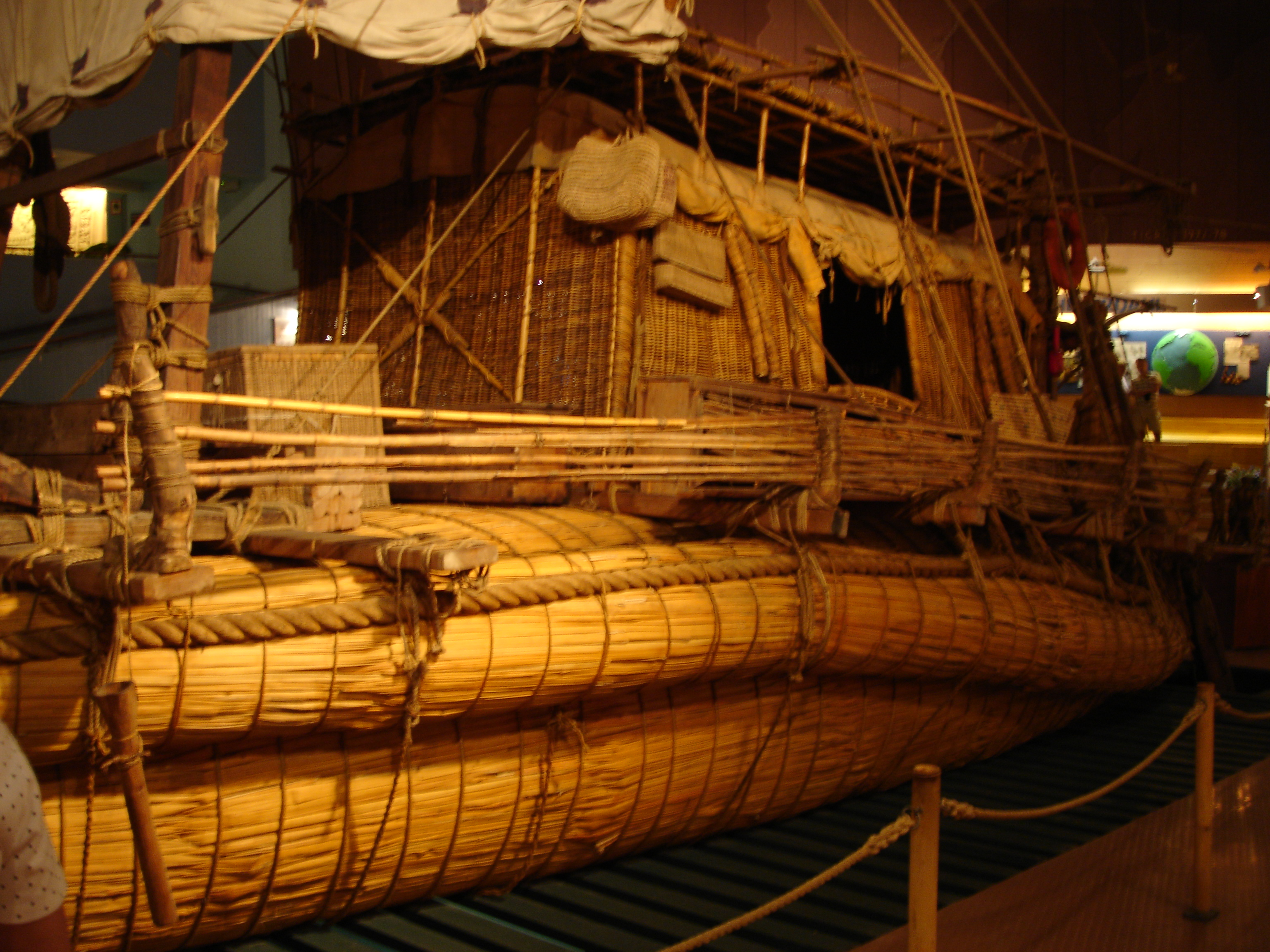
الكونتيكي، الطوف الأصلي المصنوع من خشب البلسا

د. ثور هايردال (بالنرويجية: Thor Heyerdahl)‏ عالم نرويجي ورحالة مغامر تخصص في علم الأعراق وتاريخ انتقال الحضارات في مختلف أنحاء المعمورة. ولد في 6 أكتوبر 1914 في مدينة لارفيك بالنرويج، وتوفي في 18 أبريل 2002 في كوللا ميكيري بإيطاليا عن عمر 88 سنة بسبب سرطان في دماغه. تخرج من جامعة أوسلوا بتخصص في علم الحيوان والجغرافيا. اشتهر منذ أن قام «برحلة الكونتيكي الاستكشافية» والتي قطع بها مبحراً على طوف مبني من خشب شجر البلسا مسافة 8,000 كم عبر المحيط الهادئ، ابتداء من الساحل الغربي لأمريكا الجنوبية حتى وصل جزر تواموتو في بولينيزيا.

## السنوات الأولى
اهتم ثور هايردال بعلم الحيوان منذ طفولته. أنشأ معرضا في منزل طفولته مستخدما أفعى البيروس السامة (Vipera berus) كعرضه الرئيسي. درس علم الحيوان والجغرافيا في جامعة أوسلو. في الأثناء ذاتها كان يدرس بمفرده حضارة وتاريخ بولينيسيا، ومرجعه الأساسي أكبر مجموعة كتب وأبحاث حول بولينيسيا، يملكها «بيارن كروبلين» تاجر نبيذ في أوسلو. وقد اشترت جامعة أوسلو هذه المجموعة من ورثة مالكها وألحقتها لقسم أبحاث متحف كونتيكي. بعد سبعة فصول من دراسته في الجامعة ومشاورته لعدد من الخبراء في برلين استطاع إنشاء مشروع تحت رعاية أستاذيه المشرفين على رسالة الدكتوراة التي يعد لها وهما «كريستين بونيفي» و«هالمار بروك». المشروع كان القيام بزيارة ودراسة بعض الجزر المعزولة في المحيط الهادئ ومحاولة اكتشاف كيفية وصول الحيوانات المحلية إلى هذه الجزر. وانطلق إلى جزر الماركيز مصطحبا زوجته الأولى «ليف» خريجة الاقتصاد، التي التقى بها قبيل تسجيله في الجامعة.

## فاتو هيفا: العودة للطبيعة
جرت معظم الأحداث المحيطة بإقامته في جزر الماركيز على جزيرة «فاتو هيفا» ودونها في كتابه الأول «البحث عن الجنة» (بالإنجليزية: Hunt for Paradise)‏ عام 1938. نشر الكتاب في ذلك الوقت في النرويج. إلا أن قيام الحرب العالمية الثانية سبب في عدم ترجمة الكتاب وعدم توزيعه ونسيانه. إلا أن ثور هايردال وبعد عدة مغامرات ورحلات، واكتسابه للشهرة قرر إعادة نشر وقائع هذه الرحلة في كتاب جديد أطلق عليه عنوان «فاتو هيفا: العودة للطبيعة».

## رحلة الكونتيكي الاستكشافية
في رحلة الكونتيكي الاستكشافية The Kon-Tiki expedition، ترافق ثور وخمسة من المغامرين في رحلة إلى البيرو، حيث بنوا طوفا من خشب شجر البلسا  مستخدمين المواد والأساليب التقليدية القديمة في بناء هذه الأطواف. وحين انتهو من بنائه أسموه كون-تيكي على اسم أحد الآلهة بين سكان المنطقة الأقدمين ورسموا صورته كما وردت في الدراسات على شراع الطوف.
كانت رحلة الكونتيكي الاستكشافية نتيجة إلهام لثور هايردال إثر دراسة حضارة الإنكا من تقارير ورسومات قديمة وأسلوب أسفارهم البحرية، والكثير من الشبه مع حضارات جزر المحيط الهادئ والتشابه الكبير في بعض الآثار نتيجة الحفريات الأثرية. كل هذا كان مؤشرا لوجود اتصال بين شعوب أمريكا اللاتينية وجزر البولينيزيا. وفي رأي ثور هايردال في أنه إذا نجح في الوصول إلى بولينيزيا على طوف يشابه أطواف الأقدمين، فإنه سيثبت إمكانية السفر في أعالي البحار على أطواف مثلها وبالتالي يثبت أن أصول الشعوب في جزر البولينيزيا ستكون من أمريكا اللاتينية نتيجة انتقالهم قبل 5,000 سنة على أطواف شبيهة بالكونتيكي أو على الأقل إثبات الاتصال بينهم.

## وصلات خارجية
- ثور هايردال على موقع IMDb (الإنجليزية)
- ثور هايردال على موقع الموسوعة البريطانية (الإنجليزية)
- ثور هايردال على موقع مونزينجر (الألمانية)
- ثور هايردال على موقع ألو سيني (الفرنسية)
- ثور هايردال على موقع قاعدة بيانات الأفلام السويدية (السويدية)
- ثور هايردال على موقع إن إن دي بي (الإنجليزية)
- ثور هايردال على موقع قاعدة بيانات الفيلم (الإنجليزية)
- ثور هايردال على موقع كينوبويسك (الروسية)
- المتحف كونتيكي
- مذكرات هايردال
- رحلات ثور هايردال
- رحلة دجلة واحتجاج ثور هايردال ضد الحرب
- سيرة ثور هايردال نسخة محفوظة 11 فبراير 2007 على موقع واي باك مشين.
- طرق بحرية إلى بولينيزيا مقطتفات من محاضرات ثور هايردال